# Lijst van personen uit Houston
Dit is een lijst van personen uit Houston.

## Geboren in Houston

### 1920–1929
- Amos Milburn (1927–1980), rhythm-and-blueszanger en pianist
- Ernestine Anderson (1928-2016), zangeres
- Harold Land (1928-2001), saxofonist
- Hal Lindsey (1929-2024), evangelist, christelijk schrijver

### 1930–1939

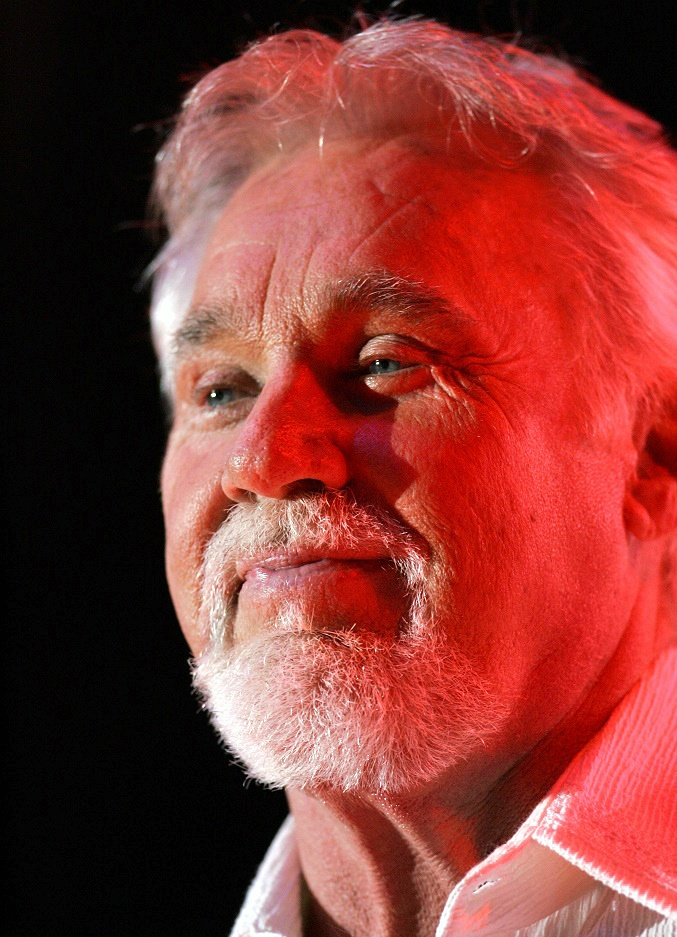
Countryzanger Kenny Rogers (1938-2020)

- James Baker (1930), advocaat, diplomaat en politicus (stafchef Witte Huis, minister van Financiën en Buitenlandse Zaken)
- Jewel Akens (1933-2013), zanger en platenproducer
- Kathryn Grant (1933-2024), actrice
- A.J. Foyt (1935), autocoureur
- Johnny 'Guitar' Watson (1935-1996), toetsenist, gitarist en zanger
- Robert Woodrow Wilson (1936), natuurkundige en Nobelprijswinnaar (1978)
- Herman Daly (1938-2022), econoom
- Stix Hooper (1938), jazzdrummer
- P.J. Proby (1938), singer-songwriter en acteur
- Kenny Rogers (1938-2020), countryzanger, fotograaf, songwriter, acteur en zakenman
- Joe Sample (1939-2014), pianist

### 1940–1949

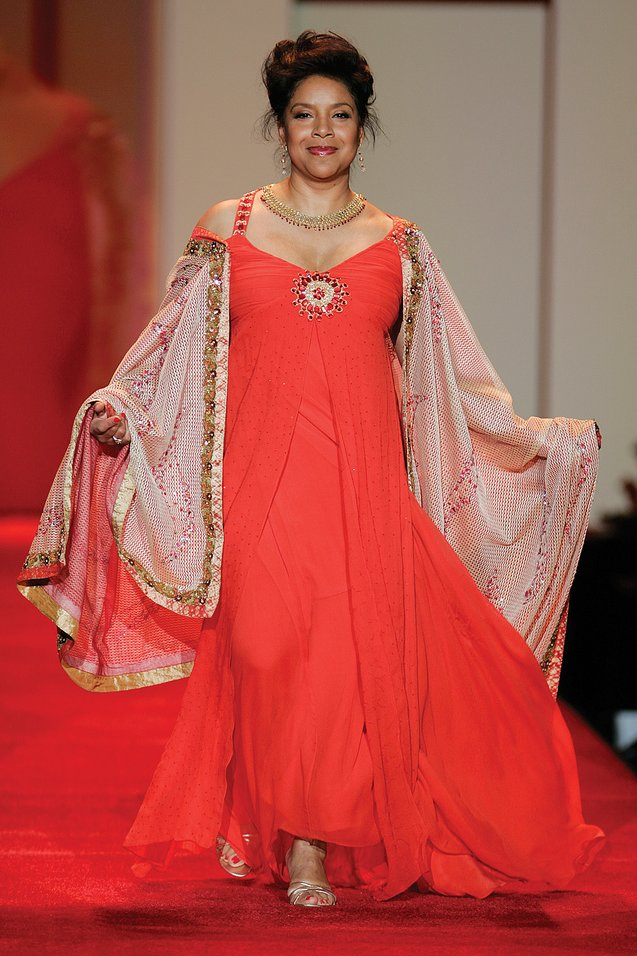
Actrice Phylicia Rashad (1948)

- Wilton Felder (1940-2015), fusion- en jazzsaxofonist, -bassist en componist
- Johnny Nash (1940-2020), zanger
- Mickey Newbury (1940-2002), singer-songwriter
- John Durrill (1941), zanger, toetsenist en songwriter
- Robert Foxworth (1941), acteur en filmregisseur
- Mickey Jones (1941-2018), drummer en acteur
- Floyd Mutrux (1941), filmregisseur en scenarioschrijver
- Michael Nesmith (1942-2021), gitarist en zanger (The Monkees)
- Don Mitchell (1943-2013), acteur
- Pat Parker (1944-1989), dichter en activist
- Kevin Cooney (1945), acteur
- Jaclyn Smith (1945), actrice
- Billy Preston (1946-2006), soul- en rockmusicus, toetsenist en sessiemuzikant (The Beatles)
- Phylicia Rashad (1948), actrice
- JoBeth Williams (1948), actrice en filmregisseuse
- Trey Wilson (1948-1989), acteur
- Loretta Devine (1949), actrice
- Billy Gibbons (1949), gitarist en zanger van ZZ Top
- Brent Spiner (1949), acteur

### 1950–1959
- Randy Quaid (1950), acteur

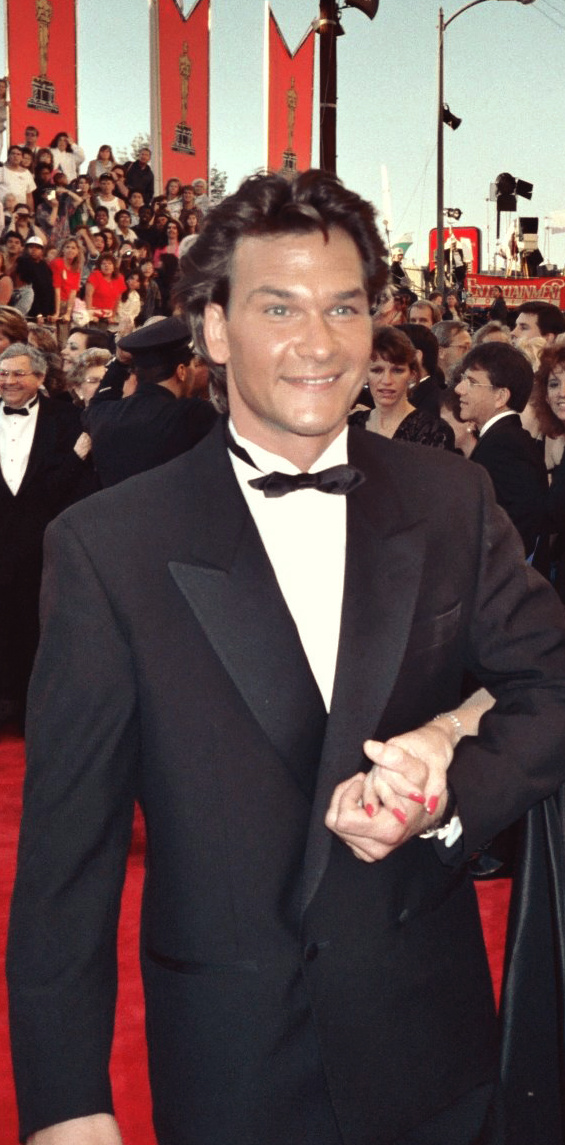
Danser en acteur Patrick Swayze (1952-2009)

- John Cornyn (1952), senator voor Texas
- Gina Hecht (1952), actrice
- Patrick Swayze (1952-2009), danser, acteur en singer-songwriter
- Marianne Williamson (1952), spiritueel leraar, auteur en spreker
- Dennis Quaid (1954), acteur
- Barbara Olson (1955–2001), advocaat, politiek commentator
- Brett Cullen (1956), acteur
- Don Swayze (1958), acteur en stuntman
- Karla Faye Tucker (1959-1998), crimineel

### 1960–1969

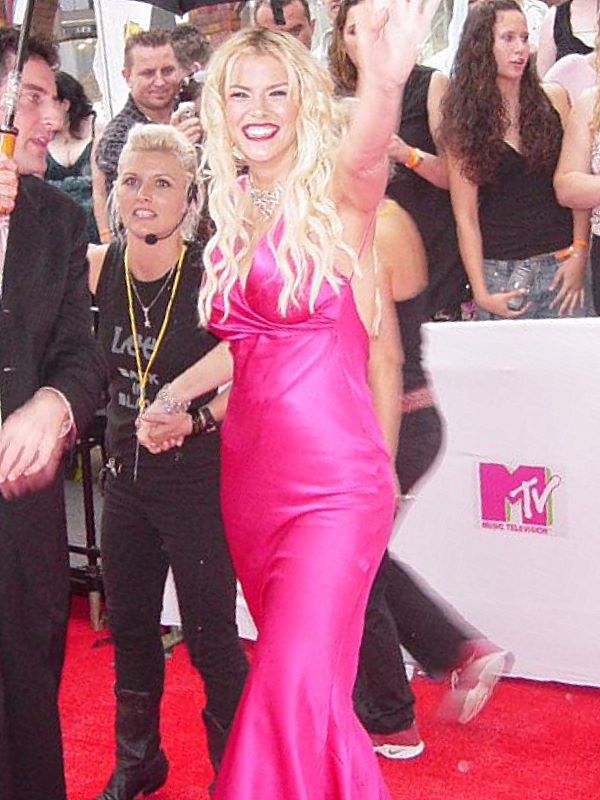
Model en actrice Anna Nicole Smith (1967-2007)

- Richard Linklater (1960), filmregisseur, scenarioschrijver en acteur
- Scott Fults (1961), acteur
- Tyra Ferrell (1962), actrice
- Zina Garrison (1963), tennisster
- K. Todd Freeman (1965), acteur
- Booker Huffman (1965), bij de WWE bekend als Booker T of King Booker
- Shannon Walker (1965), astronaute
- Mark Calaway (1965), ook bekend als "The Undertaker". Een Amerikaanse profworstelaar bij de World Wrestling Entertainment
- Raphael Saadiq (1966), zanger, tekstdichter, muziekproducent
- Anna Nicole Smith (1967-2007), model en actrice
- Chandra Wilson (1969), actrice

### 1970–1979

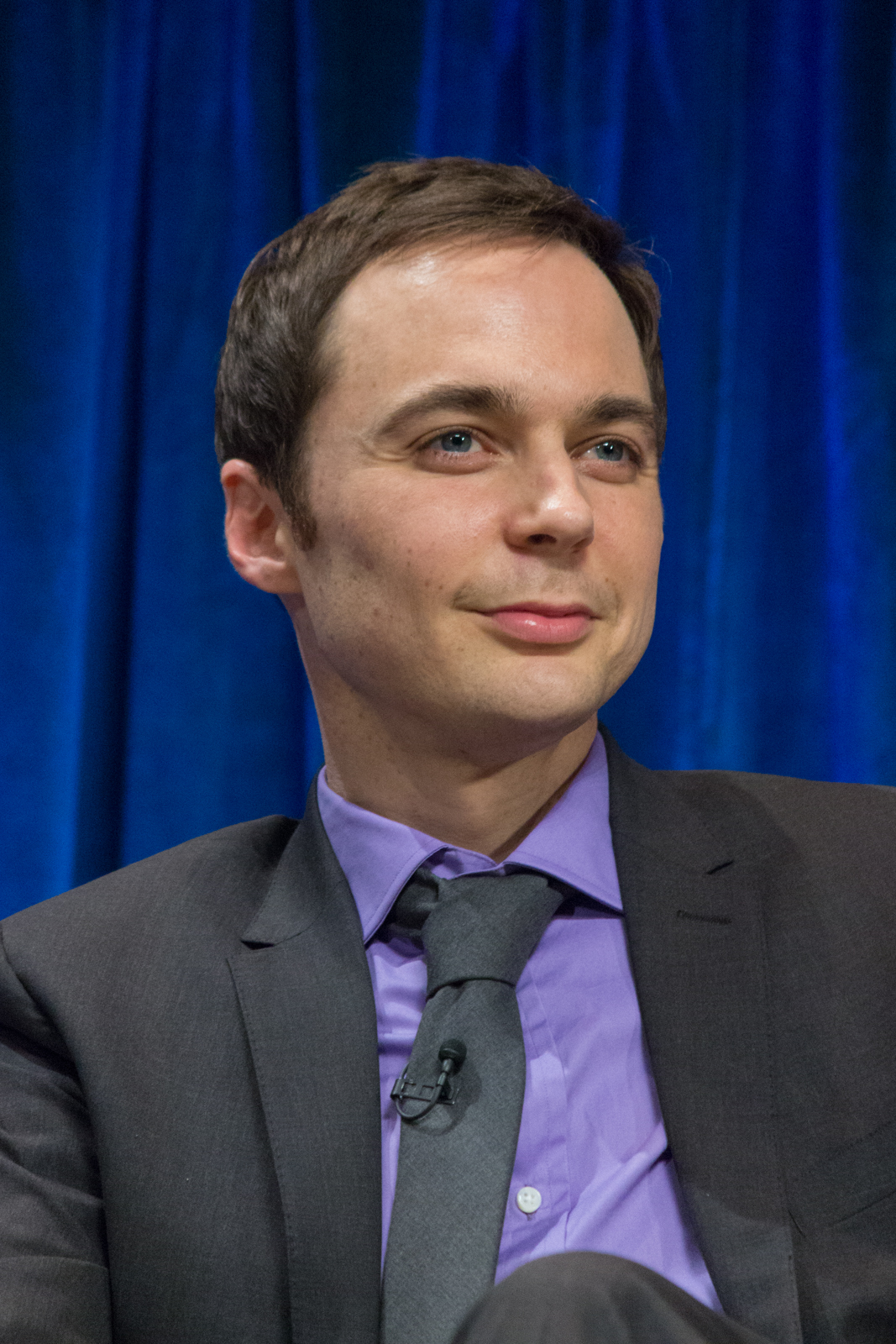
Acteur Jim Parsons (1973)

- Tembi Locke, (1970) actrice, kunstschilder en schrijfster
- Dallas Roberts (1970), acteur
- Matt Stone (1971), bedenker van de animatieserie South Park (met Trey Parker)
- Jennifer Garner (1972), actrice
- Jim Parsons (1973), acteur
- Colin Edwards (1974), motorcoureur
- Drew Goddard (1975), filmregisseur en scenarioschrijver
- Jolie Holland (1975), zangeres en muIkante
- Joshua Leonard (1975), acteur, filmregisseur en scenarioschrijver
- Breaux Greer (1976), Amerikaanse speerwerper
- Esteban Powell (1976), acteur, filmproducent en editor
- Derrick Brew (1977), atleet
- Lynn Collins (1977), actrice
- Michael Gladis (1977), acteur en filmproducent
- Adam Minarovich (1977), acteur, filmproducent, filmregisseur en scenarioschrijver
- Milton Powell (Big Pokey) (1977-2023), rapper
- Eric Ladin (1978), acteur
- Juan Gabriel Pareja (1978), acteur
- Gil McKinney (1979), acteur

### 1980–1989

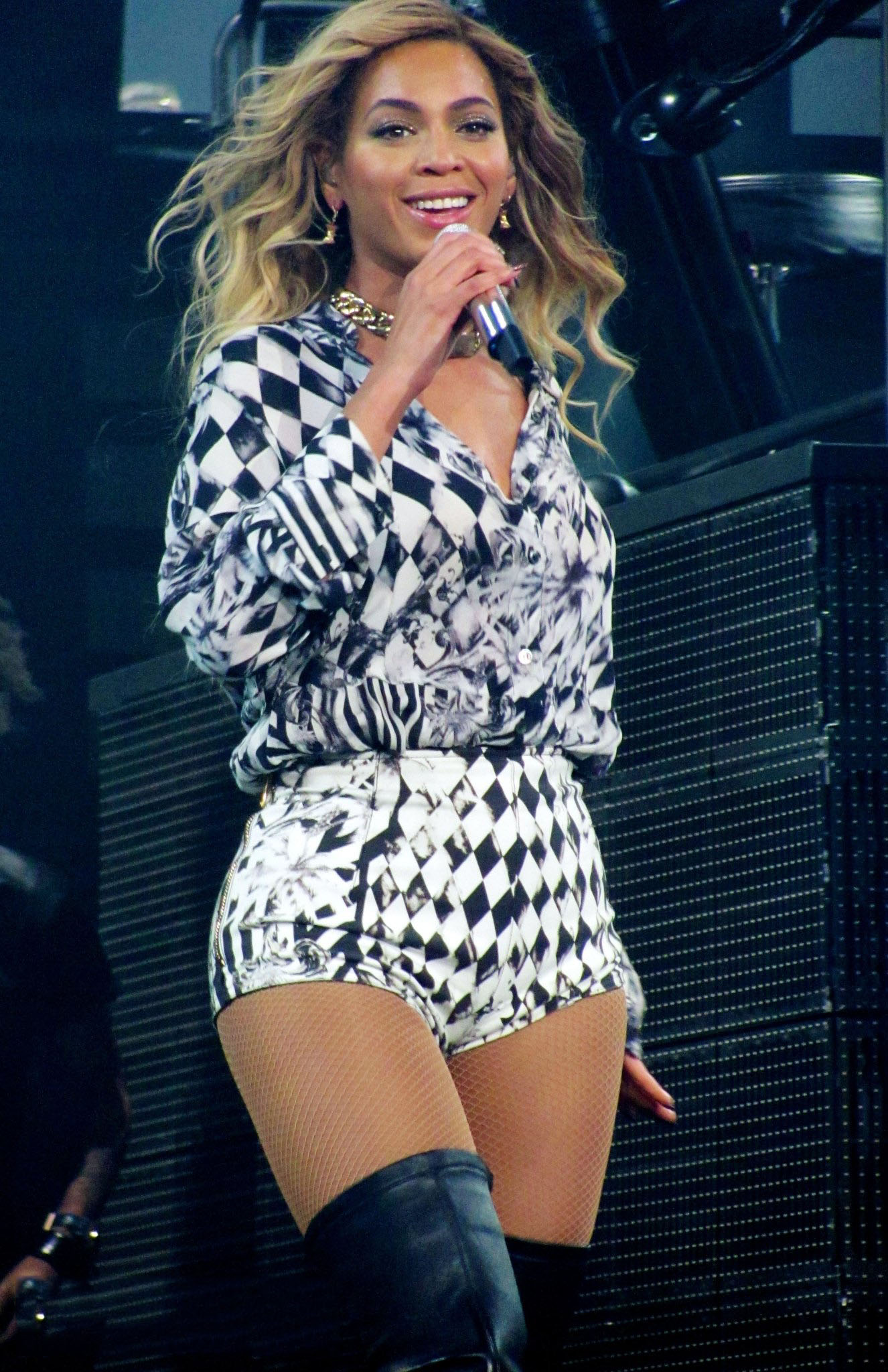
Zangeres Beyoncé (1981)

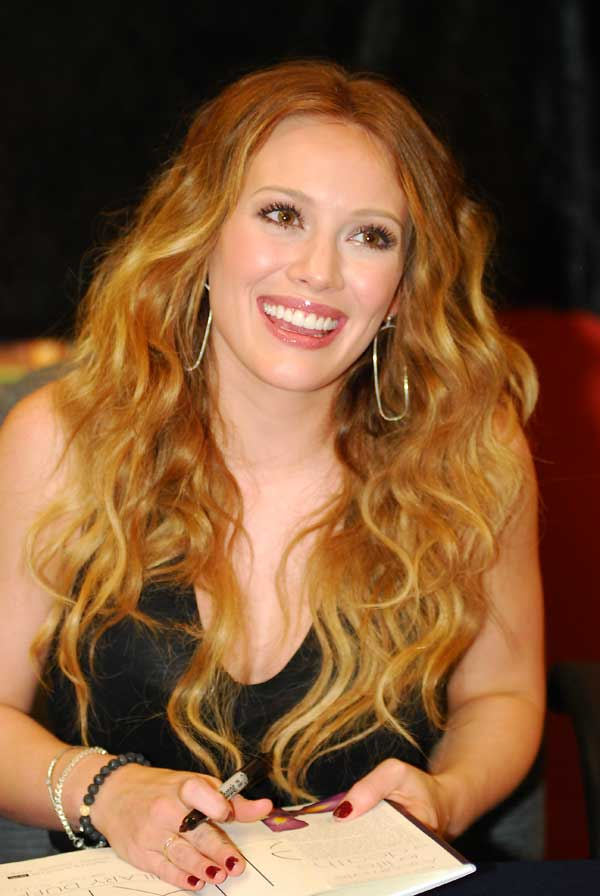
Actrice Hilary Duff (1987)

- Bayano Kamani (1980), Panamees atleet
- Paul Wall (1980), rapper dj en juwelier
- Alexis Bledel (1981), model en actrice
- Brede Hangeland (1981), Noors voetballer
- Beyoncé Knowles (1981), zangeres, actrice en modeontwerpster
- Micah Rowe (1981), acteur
- Andy T. Tran (1983), acteur
- Arturo Alvarez (1985), voetballer
- Solange Knowles (Solange) (1986), actrice, singer-songwriter, producer en danseres
- Jason Richardson (1986), atleet
- Hilary Duff (1987), zangeres en actrice
- Candice King (1987), actrice en zangeres
- Sterling Knight (1989), acteur
- Kaitlyn Weaver (1989), kunstschaatsster

### 1990–1999
- Lindsey Morgan (1990), actrice
- Cammile Adams (1991), zwemster
- Travis Scott (1991), rapper
- Skye McCole Bartusiak (1992-2014), actrice
- Raevyn Rogers (1996), atlete
- Nicholas Alexander Chavez (1999), acteur
- John Karna (1999), acteur

### Vanaf 2000
- Chloe Csengery (2000), actrice
- Cole Campbell (2006), voetballer
- Gavin Warren (2008), acteur